# Calciatore dell'anno (Argentina)
Il Calciatore argentino dell'anno è un premio annuale organizzato dall'Associazione dei Giornalisti Sportivi argentini (Círculo de Periodistas Deportivos, CPD) consegnato al miglior calciatore argentino o al miglior calciatore straniero partecipante alla Primera División argentina. Questo premio, conosciuto come Olimpia de Plata al Mejor Futbolista ("Olimpia d'Argento al miglior calciatore"), è parte del premio Olimpia, il più importante riconoscimento sportivo in Argentina.
Non è ben chiaro quando giocatori argentini che giocano in campionati stranieri e calciatori stranieri giocanti in Argentina diventino eleggibili. Mario Kempes nel 1978 fu il primo argentino a ricevere il premio mentre giocava in un campionato straniero, mentre il primo giocatore straniero fu l'uruguaiano Enzo Francescoli. A partire dal 2008, la categoria (così come per la pallacanestro) è stata divisa distintamente tra i militanti in patria (anche se stranieri) e i giocatori argentini militanti all'estero.

## Vincitori[3]
| Anno | Calciatore               | Nazionalità | Squadra                   |
| ---- | ------------------------ | ----------- | ------------------------- |
| 1970 | Héctor Yazalde           | Argentina   | Independiente             |
| 1971 | José Pastoriza           | Argentina   | Independiente             |
| 1972 | Ángel Bargas             | Argentina   | Chacarita Juniors         |
| 1973 | Miguel Ángel Brindisi    | Argentina   | Huracán                   |
| 1974 | Miguel Ángel Raimondo    | Argentina   | Independiente             |
| 1975 | Héctor Scotta            | Argentina   | San Lorenzo               |
| 1976 | Daniel Passarella        | Argentina   | River Plate               |
| 1977 | Ubaldo Fillol            | Argentina   | River Plate               |
| 1978 | Mario Kempes             | Argentina   | Valencia                  |
| 1979 | Diego Armando Maradona   | Argentina   | Argentinos Juniors        |
| 1980 | Diego Armando Maradona   | Argentina   | Argentinos Juniors        |
| 1981 | Diego Armando Maradona   | Argentina   | Boca Juniors              |
| 1982 | Hugo Gatti               | Argentina   | Boca Juniors              |
| 1983 | Ricardo Bochini          | Argentina   | Independiente             |
| 1984 | Alberto Márcico          | Argentina   | Ferro Carril Oeste        |
| 1985 | Enzo Francescoli         | Uruguay     | River Plate               |
| 1986 | Diego Armando Maradona   | Argentina   | Napoli                    |
| 1987 | Néstor Fabbri            | Argentina   | Racing Club               |
| 1988 | Rubén Paz                | Uruguay     | Racing Club               |
| 1989 | Carlos Alfaro Moreno     | Argentina   | Independiente             |
| 1990 | Sergio Goycochea         | Argentina   | Millonarios / Racing Club |
| 1991 | Oscar Ruggeri            | Argentina   | Vélez Sarsfield           |
| 1992 | Luis Islas               | Argentina   | Independiente             |
| 1993 | Ramón Medina Bello       | Argentina   | River Plate               |
| 1994 | Carlos Navarro Montoya   | Argentina   | Boca Juniors              |
| 1995 | Enzo Francescoli         | Uruguay     | River Plate               |
| 1996 | José Luis Chilavert      | Paraguay    | Vélez Sarsfield           |
| 1997 | Marcelo Salas            | Cile        | River Plate               |
| 1998 | Gabriel Batistuta        | Argentina   | Fiorentina                |
| 1999 | Javier Saviola           | Argentina   | River Plate               |
| 2000 | Juan Román Riquelme      | Argentina   | Boca Juniors              |
| 2001 | Juan Román Riquelme      | Argentina   | Boca Juniors              |
| 2002 | Gabriel Milito           | Argentina   | Independiente             |
| 2003 | Carlos Tévez             | Argentina   | Boca Juniors              |
| 2004 | Carlos Tévez             | Argentina   | Boca Juniors              |
| 2005 | Lionel Messi             | Argentina   | Barcellona                |
| 2006 | Juan Sebastián Verón     | Argentina   | Estudiantes (LP)          |
| 2007 | Lionel Messi             | Argentina   | Barcellona                |
| 2008 | Juan Román Riquelme      | Argentina   | Boca Juniors              |
| 2008 | Lionel Messi             | Argentina   | Barcellona                |
| 2009 | Juan Sebastián Verón     | Argentina   | Estudiantes (LP)          |
| 2009 | Lionel Messi             | Argentina   | Barcellona                |
| 2010 | Juan Manuel Martínez     | Argentina   | Vélez Sarsfield           |
| 2010 | Lionel Messi             | Argentina   | Barcellona                |
| 2011 | Juan Román Riquelme      | Argentina   | Boca Juniors              |
| 2011 | Lionel Messi             | Argentina   | Barcellona                |
| 2012 | Lisandro Ezequiel López  | Argentina   | Arsenal Sarandí           |
| 2012 | Lionel Messi             | Argentina   | Barcellona                |
| 2013 | Maxi Rodríguez           | Argentina   | Newell's Old Boys         |
| 2013 | Lionel Messi             | Argentina   | Barcellona                |
| 2014 | Lucas Pratto             | Argentina   | Vélez Sarsfield           |
| 2014 | Ángel Di María           | Argentina   | Manchester Utd            |
| 2015 | Marco Ruben              | Argentina   | Rosario Central           |
| 2015 | Lionel Messi             | Argentina   | Barcellona                |
| 2016 | Fernando Belluschi       | Argentina   | San Lorenzo               |
| 2016 | Lionel Messi             | Argentina   | Barcellona                |
| 2017 | Darío Benedetto          | Argentina   | Boca Juniors              |
| 2017 | Lionel Messi             | Argentina   | Barcellona                |
| 2018 | Gonzalo Nicolàs Martínez | Argentina   | River Plate               |
| 2019 | Lionel Messi             | Argentina   | Barcellona                |
| 2020 | Lionel Messi             | Argentina   | Barcellona                |
| 2021 | Lionel Messi             | Argentina   | Paris Saint-Germain       |
| 2022 | Lionel Messi             | Argentina   | Paris Saint-Germain       |
| 2023 | Lionel Messi             | Argentina   | Inter Miami               |
| 2024 | Emiliano Martinez        | Argentina   | Aston Villa               |

## Classifica per giocatore
In grassetto i giocatori ancora in attività. Aggiornato all'edizione 2023
| Calciatore             | Vittorie |
| ---------------------- | -------- |
| Lionel Messi           | 16       |
| Diego Armando Maradona | 4        |
| Juan Román Riquelme    | 4        |
| Juan Sebastián Verón   | 2        |
| Carlos Tévez           | 2        |
| Enzo Francescoli       | 2        |

## Vittorie di calciatori stranieri
Oltre ai calciatori argentini, il premio può essere assegnato a giocatori stranieri militanti nella Primera División argentina. Nella tabella di seguito sono riportate le nazionalità dei giocatori che hanno ricevuto il premio
| Nazione  | Vittorie | Giocatori                       |
| -------- | -------- | ------------------------------- |
| Uruguay  | 3        | Enzo Francescoli (2), Rubén Paz |
| Paraguay | 1        | José Luis Chilavert             |
| Cile     | 1        | Marcelo Salas                   |